# Lucas dos Santos Rocha da Silva
Lucas dos Santos Rocha da Silva, bekannt als Lucas (* 14. Juli 1991 in São Paulo, Brasilien), ist ein brasilianischer Fußballspieler, der vorrangig als Innenverteidiger eingesetzt wird.

## Karriere
Lucas war Anfang 2010 vom brasilianischen Zweitligisten Associação Portuguesa de Desportos nach Leverkusen gewechselt, blieb aber auf Leihbasis bei seinem alten Verein. Im Januar 2011 wurde der 1,94 Meter große Innenverteidiger dann für eineinhalb Jahre an den 1. FC Kaiserslautern verliehen. Der Vertrag beinhaltete eine Kaufoption. In dieser Zeit konnte sich Lucas jedoch nicht durchsetzen. Er kam nie zum Einsatz und gehörte nur ein einziges Mal zum Kader. Nach seiner Rückkehr zu Bayer 04 im Sommer 2012, wechselte er Mitte Juli 2012 ablösefrei zum ungarischen Zweitligisten Vasas Budapest. Dort kam er am 2. September 2012 zu seinem Debüt im Profifußball, als er am 3. Spieltag der Saison 2012/13 im Heimspiel gegen Ferencváros Budapest II (1:0) in der Startelf stand und durchspielte. In der Saison 2013 wechselte er zu Kaposvári RFC. Nach nur sechs Einsätzen wechselt er im Jahr 2014 zu Boavista Porto, wo er zu 12 wettbewerbsübergreifenden Einsätzen kam. In der Saison 2015/2016 wurde er an Atlético CP ausgeliehen. In der zweiten portugiesischen Liga kam er zu 12 Einsätzen. Nach diesem Leihende war er vereinslos und schloss sich dem brasilianischen Verein Rio Branco an. Seine folgenden Vereinsstationen waren: US Lusitanos, CA Juventus, Quang Nam FC, Victória-ES und Caxias-RS. Aktuell spielt er für den brasilianischen Verein Audax-RJ in der Série D.